# Halálos iramban: Tokiói hajsza
A Halálos iramban: Tokiói hajsza (eredeti cím: The Fast and the Furious: Tokyo Drift) 2006-ban bemutatott utcai versenyzős amerikai akciófilm, melyet Justin Lin rendezett és Chris Morgan írt. A főszerepben Lucas Black, Sung Kang és Bow Wow látható. A film a Halálos iramban (2001) és a Halálosabb iramban (2003) című filmek folytatása, valamint a Halálos iramban filmsorozat harmadik része.
A filmet az Amerikai Egyesült Államokban 2006. június 4-én mutatták be a mozikban, Magyarországon július 27-én jelent meg a UIP-Dunafilm forgalmazásában.

## Cselekménye
Sean Boswell igazi kívülálló, fékezhetetlen versenyző az illegális éjszakai hajszák sebességtől izzó alvilágában. Ám amikor forró lesz a talaj az abroncsai alatt, Tokióban állomásozó katonatiszt apjához kénytelen költözni, hogy elkerülje a börtönt.
Az idegen országban aztán még inkább kívülállónak érzi magát a furcsának tűnő szokások és ismeretlen törvények között. Nem kell azonban sok idő, hogy ismét akcióba lendüljön, amikor egy másik amerikai srác, Twinkie bevezeti őt a tiltott driftversenyek világába. Az eddigi, szimpla gyorsulási versenyeket felváltja a gumicsikorgatós, kisodródós műfaj, melyben a gyorsítás és a csúszás kényes egyensúlyát kell tökélyre fejleszteni a hajmeresztő hajtűkanyarokban és szerpentineken.
Első versenyén Sean véletlenül a drift királyt hívja ki, aki összeköttetésben áll a japán maffiával, a Jakuzával. A vereségnek magas ára van: Sean kénytelen lesz a bűnszövetkezetnek dolgozni

## Szereplők
- Lucas Black – Sean Boswell (Széles Tamás)
- Sung Kang – Han (Seder Gábor)
- Bow Wow – Twinkie (Seszták Szabolcs)
- Nathalie Kelley – Neela (Zsigmond Tamara)
- Brian Tee – Takashi (Zámbori Soma)
- Leonardo Nam – Morimoto (Vári Attila)
- Brian Goodman – Lieutenant Boswell (Balázsi Gyula)
- Zachery Ty Bryan – Clay (Szatmári Attila)
- Nikki Griffin – Cindy (Mezei Kitty)
- Jason Tobin – Earl (Pálmai Szabolcs)
- Keiko Kitagawa – Reiko
- Lynda Boyd – Ms. Boswell (Hirling Judit)
- Vin Diesel – Dominic Toretto (Papucsek Vilmos) (cameo)
- Lee Black – fiatal sheriff
- Sonny Chiba – Kamata (Bolla Róbert)